# 알케타스

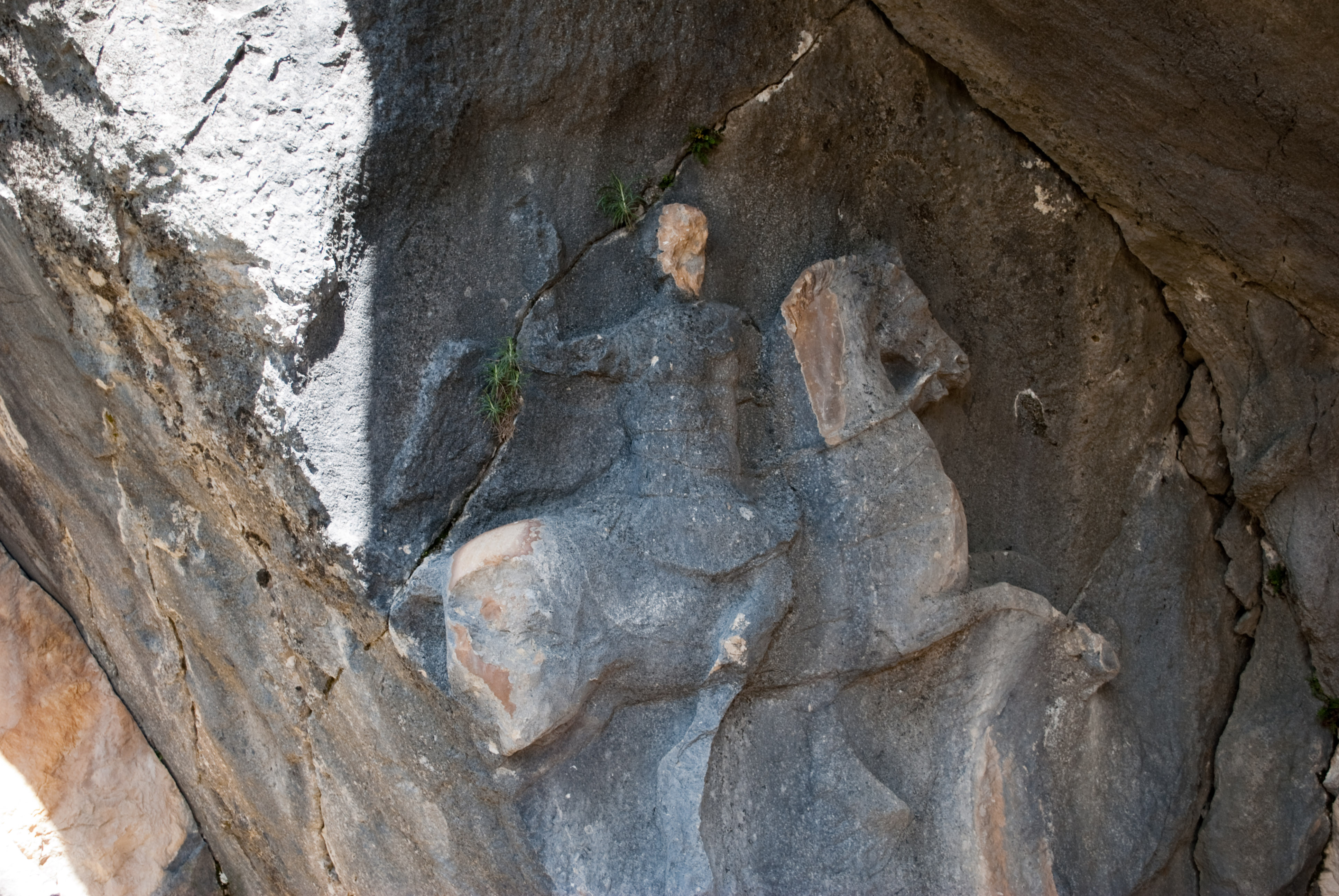

알케타스(고대 그리스어: Ἀλκέτας, 라틴어: Alcetas, ? - 기원전 319년)는 알렉산더 3세를 모신 장군이며 사후 디아도코이가 된 장군 중 한 사람이다.

## 동방원정
알케타스는 오레스티스의 오론테스의 아들이며, 마케도니아의 유력 귀족이었던 페르디카스의 동생이다. 알케타스는 알렉산더 3세의 동방원정에 따라 나섰으며, 인도 원정에서 처음으로 역사의 무대에 섰다. 알케타스는 맛사가 공성전에서 부상자를 수용했고, 그 직후에 올라라는 마을에 파견되어 그 마을을 봉쇄하라는 왕에게 명령을 완수했다.

## 알렉산더의 사후
기원전 323년, 알렉산더 대왕의 갑작스런 죽음 이후, 알케타스는 페르디카스와 함께 대왕의 이복자매의 키나네를 살해했다. 왜냐하면 그녀는 딸인 에우리디케 2세가 알렉산더의 이복동생인 필리포스 3세와의 결혼을 바라고, 알렉산더와 록사네의 어린 아들의 보호자가 되어 권력을 잡으려 했던 페르디카스에게 방해하기 때문이었다. 기원전 321년, 페르디카스와 그에게 불만을 가진 여러 장군 사이에 전쟁이 일어났다.
알케타스는 소아시아의 카파도키아, 파플라고니아 태수 에우메네스의 지휘 하에 반 페르디카스 동맹의 일원이었던 크라테로스 장군과 싸울 것을 명령받았다. 그러나 군 내부에서 압도적인 덕망이 있었던 크라테로스를 적으로 돌리는 것은 큰 부담이었고, 적이 크라테로스라는 것을 알게 되면 아군 병사들의 배신마저 예상되었기 때문이다. 또한 문관 출신에다가, 외국인(그리스인)이기도 한 에우메네스의 아래에 붙는 것이 싫어 합류하지 않았다. 결국 에우메네스가 혼자 크라테로스를 감당해야 했고, 그는 헬레스폰투스 전투에서 크라테로스를 패사시켰다. 그러나 그것을 전후해 페르디카스가 이집트에서 부하 장군들에게 살해당했고, 알케타스 등 페르디카스 파는 머리를 잃었다.
그즈음 다른 장군들에 의해 개최된 트리파라디소스의 분할 회의에서 알케타스와 에우메네스를 포함 페르디카스 파는 마케도니아인의 적으로 선언되었다. 토벌이 결정되었고, 그 책임을 프리기아의 태수 안티고노스가 맡았다. 안티고노스는 에우메네스를 격파하고 카파도키아의 요새인 노라에 봉쇄한 후 알케타스에게 그 화살을 돌렸다.
한편, 알케타스는 처남인 아탈로스와 피시디아에 합류해 아산드로스를 격파했지만, 기원전 319년, 크레토폴리스 전투에서 안티고노스에 결정적인 패배를 당했다. 이 전투에서 아탈로스를 비롯한 주요 장군들은 안티고노스에게 잡혔다. 페르디카스 파벌의 잔당들은 치열하게 저항하였고, 알케타스는 가까스로 테르멧소스로 도망쳤다.
테르멧소스의 장로들은 젊은이들이 그를 지지하여 전쟁에 휘말릴까 두려워했다. 그래서 그들은 알케타스를 붙잡아 안티고노스에게 인도하려고 했다. 그러나 알케타스는 살아서 적의 손에 떨어지느니 차라리 자살하는 길을 택했다. 안티고노스에게 인도된 알케타스의 시신은 3일간 방치되었고, 안티고노스가 떠난 후 알케타스의 죽음을 슬퍼한 테르메소스의 한 젊은이가 알케타스의 시신을 매장해 무덤을 세웠다.